# Stenopsyche haimavatika
Stenopsyche haimavatika är en nattsländeart som beskrevs av Schmid 1969. Stenopsyche haimavatika ingår i släktet Stenopsyche och familjen Stenopsychidae. Inga underarter finns listade i Catalogue of Life.